# جيلان حمزة

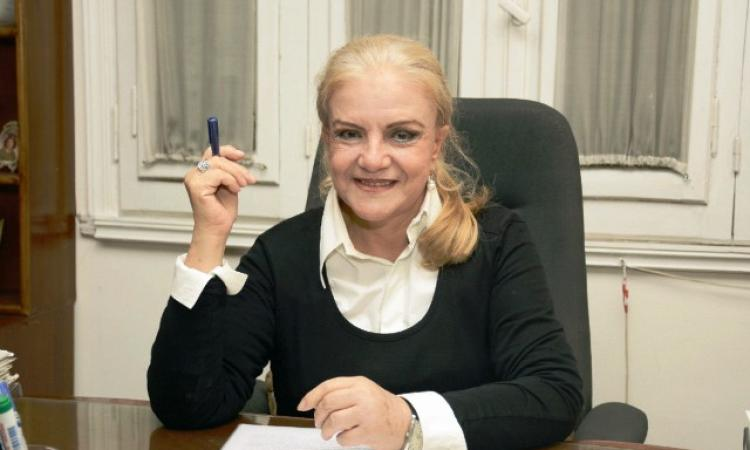
الدكتورة جيلان حمزة في مكتبها بالمنزل مبتسمة وتحمل قلمها.

جيلان حمزة هي كاتبة، وصحفية، وروائية، وإعلامية مصرية تخرجت من كلية الإعلام بجامعة القاهرة، ثم حصلت على درجة الماجستير عن أروحة بعنوان «دور المثقفين في تشكيل الرأى العام»، ثم درجة الدكتوراه في الإعلام من جامعة الزقازيق عن أطروحة بعنوان «تأثير التليفزيون على النشء والشباب». وهي ابنة الدكتور عبد اللطيف حمزة مؤسس معهد الدراسات الإعلامية، وكلية الإعلام بجامعة القاهرة، وشقيقة الإعلامية كاريمان حمزة ومصممة الازياء وغطاء الرأس وجدان حمزة.

## مسيرتها المهنية
كتبت جيلان حمزة أول رواية لها وهي في عمر السابعة عشرة، وحملت روايتها الأولى عنوان «قلب بلا قناع»، ثم كتبت رواية «اللعبة والحقيقة» ونالت عنها جائزة الأدباء الشبان، وعقب وفاة والدها رشحها عبدالقادر حاتم وزير الإعلام المصري آنذاك للعمل كمذيعة في التليفزيون المصري، فأخذها عبد الحميد يونس رئيس التليفزيون المصري في ذلك الوقت إلى الأستوديو، وبدأت مشوارها مع العمل الإعلامي حيث قدمت عددًا من البرامج التليفزيونية الشهيرة والناجحة مثل برنامج «في المرآة»، وبرنامج «كشكول» الذي كانت تخرجه نعمات رشدى ويعده عبد الستار الطويلة الكاتب الصحفي بجريدة روز اليوسف، وبرنامج «اختبر معلوماتك»، وبرنامج «فن وأدب»، وبرنامج «المجلة الثقافية»، وبرنامج «كانت أيام» الذي استمر عرضه خلال شهر رمضان على مدى عشرين عامًا، وبرنامج «بين السطور»، وغيرها، كما عملت لبعض الوقت بعدد من المحطات الإذاعيّة كان من بينها إذاعة صوت العرب، وإذاعة مونت كارلو الدولية، وغيرها.
اتجهت جيلان حمزة بعد أن تركت العمل بالتليفزيون المصري إلى التدريس في كليات الإعلام بعدد من الجامعات الخاصة، كما عملت في عدد من الصحف والمجلات المصرية، وشغلت منصب رئيس تحرير العديد من الصحف والمجلات المصرية مثل مجلة حقوق الإنسان المصرية، وجريدة الملتقى، وجريدة تفانين، ومجلة دنيا، وقد دأبت منذ ما يقرب من 27 عامًا على الكتابة في باب الرأى بجريدة الأهرام.
وقد توفيت في 8 نوفمبر 2024، حيثُ نعى الدكتور "طارق سعدة"، نقيب الإعلاميين، وعضو مجلس الشيوخ، خبر وفاة الاعلامية "جيلان حمزة" ببالغ الحزن والأسي.
وقال في بيان له، إن الإعلامية الراحلة جيلان حمزة من الجيل الأول للتليفزيون المصري، وبدأت حياتها العملية (كاتبة، وصحفية، وروائية)، وبعد وفاة والدها "عبد اللطيف حمزة"، مؤسس معهد الدراسات الإعلامية، ورشحها عبد القادر حاتم، وزير الإعلام المصري في ذلك الوقت، للعمل كمذيعة في التليفزيون المصري.

## أعمالها ومؤلفاتها
كتبت جيلان حمزة العديد من المؤلفات التي تنوعت ما بين القصص القصيرة، والرواية الطويلة، والمقالات، ومنها:
- قلب بلا قناع (رواية)
- اللعبة والحقيقة (رواية): صدرت عام 1970 عن دار الفكر العربي للنشر والتوزيع بالقاهرة.[4]

- زوج في المزاد (رواية)
- الزوجة الهاربة (رواية): صدرت عام 1974 عن قطاع الثقافة بمؤسسة أخبار اليوم بالقاهرة.[5]
- الحبيبة (رواية): صدرت عام 1988 عن الهيئة المصرية العامة للكتاب بالقاهرة.[6]
- موت عصفورة (رواية): صدرت عام 2000 عن الهيئة المصرية العامة للكتاب بالقاهرة.[7]
- غيوم على العقل المصري: صدر عام 2014 عن مكتبة بورصة الكتب للنشر والتوزيع بالقاهرة.[8]
- صلاح طاهر - فيلسوف الألوان (سيرة ذاتية): صدر عام 1999 عن الهيئة المصرية العامة للكتاب بالقاهرة.[9]
- حق ولدى في الحياة
- مسافرة مع الجراح (رواية): صدرت عام 2002 عن الهيئة المصرية العامة للكتاب بالقاهرة.[10]
- المعجزة (مدموعة قصصية): صدرت عام 2003 عن الهيئة المصرية العامة للكتاب بالقاهرة.[11]
- علاقة مستحيلة (رواية): صدرت عام 2006 عن مكتبة مدبولى الصغير بالقاهرة.[12]
- جرح الحب (رواية): صدرت عام 2006 عن قطاع الثقافة بمؤسسة أخبار اليوم بالقاهرة.[13]
- المراسم والبروتوكول وعلاقتهما بالإعلام: صدر عام 2009 عن دار الفكر العربي للنشر والتوزيع بالقاهرة.[14]
- كواليس راديو مونت كارلو: صدر عام 2014 عن بورصة الكتب للنشر والتوزيع بالقاهرة.[15]

## الجوائز
حظيت الإعلامية والأديبة جيلان حمزة بتكريم العديد من الجهات، وحصلت على العديد من الجوائز، ومنها:
- جائزة الأدباء الشبان عن روايتها «اللعبة والحقيقة».